# Mesotype subtuslineata
Mesotype subtuslineata är en fjärilsart som beskrevs av Lucas 1960. Mesotype subtuslineata ingår i släktet Mesotype och familjen mätare. Inga underarter finns listade i Catalogue of Life.